# Kwadwo Sheldon
Bernard Kwadwo Amoafo, né le 14 septembre 1994, également connu sous le nom de Kwadwo Sheldon,, est une personnalité YouTube et créateur de contenu ghanéen, ainsi qu'un homme d'affaires. Il a figuré dans le classement des 50 jeunes Ghanéens les plus influents d'Avance Media en 2020 et 2021 pour son travail dans les médias,.

## Jeunesse et éducation
Kwadwo Sheldon est originaire de Kwahu Pepease (en) dans la région orientale du Ghana. Son père meurt alors que Sheldon a quatre ans. Il fréquente le Pepease Presby Junior High School et le Sonrise Christian High School pour ses études secondaires respectivement au niveau junior et senior. Il  fréquente ensuite l'Université technique de Ho (en), anciennement Ho polytechnic (en), et obtient un diplôme national supérieur (HND) en marketing,.

## Carrière dans les médias
En 2013, il devient responsable des médias sociaux chez The Rave Media Group. En 2016, il devient animateur de l'émission « Yawa of the Day » pour OMG Media, un segment quotidien d'actualités de divertissement comique où les nouvelles tendances sont discutées.
Il possède un studio de divertissement appelé Kwadwo Sheldon Studios. Ils produisent du contenu comme Yaw Of The Day, The Breakdown, What A Rapper Said, Prrrr! , Bants And Rants, On The Streets, Convo with the Head, entre autres,.

## YouTube
En mars 2021, il reçoit le bouton de lecture argenté de YouTube pour avoir atteint 100 000 abonnés,.
En 2022, il a remporté le prix du « Meilleur YouTuber/Vlogger » aux Ghana Entertainment Awards USA.